# 바이오하자드 3: 라스트 이스케이프
《바이오하자드 3: 라스트 이스케이프》는 1999년 캡콤에서 발매된 플레이 스테이션용 호러 액션 어드벤처 게임이다. 바이오하자드 시리즈의 제 3작품이다.
2019년 1월 《바이오하자드 RE:2》의 발매가 있은 뒤 히라바야시 요시아키가 말하길, 팬들의 원이 족히 크다면 《바이오하자드 3》의 리메이크를 못 고려할 것도 없다고 했다. 2019년 12월 3일 플레이스테이션 네트워크에 일련의 사진들이 업로드되었다. 질 발렌타인, 카를로스 올리베이라, 네메시스의 리메이크된 모습들이 그것으로, 캠콤은 이에 대해 아직까지 아무런 답을 하지 않고 있다.

## 평가
| 평론 점수 평론사 점수 드림캐스트 GC PC PS 올게임 [ 3 ] [ 4 ] [ 5 ] [ 6 ] CVG 8.0/10 [ 7 ] 8.1/10 [ 8 ] 9.0/10 [ 9 ] 패미츠 31/40 [ 10 ] 36/40 [ 11 ] 게임 인포머 8/10 [ 12 ] 7.75/10 [ 13 ] 게임 레볼루션 C [ 14 ] A- [ 15 ] 게임프로 [ 16 ] [ 17 ] [ 18 ] 게임스팟 8.3/10 [ 19 ] 4.7/10 [ 20 ] 6.9/10 [ 21 ] 8.8/10 [ 22 ] IGN 8/10 [ 23 ] 5/10 [ 24 ] 7.6/10 [ 25 ] 9.4/10 [ 26 ] OPM (UK) 10/10 [ 27 ] OPM (US) [ 28 ] GameCritics.com 9.0/10 [ 29 ] 통합 점수 게임랭킹스 81.11% [ 30 ] 63.71% [ 31 ] 74.15% [ 32 ] 88.21% [ 33 ] 메타크리틱 79/100 [ 34 ] 62/100 [ 35 ] 71/100 [ 36 ] |            |         |        |        |
| 평론 점수 |            |         |        |        |
| 평론사 | 점수       | 점수    | 점수   | 점수   |
| 평론사 | 드림캐스트 | GC      | PC     | PS     |
| 올게임 | [ 3 ]      | [ 4 ]   | [ 5 ]  | [ 6 ]  |
| CVG | 8.0/10     |         | 8.1/10 | 9.0/10 |
| 패미츠 | 31/40      |         |        | 36/40  |
| 게임 인포머 | 8/10       | 7.75/10 |        |        |
| 게임 레볼루션 | C          |         |        | A-     |
| 게임프로 | [ 16 ]     | [ 17 ]  |        | [ 18 ] |
| 게임스팟 | 8.3/10     | 4.7/10  | 6.9/10 | 8.8/10 |
| IGN | 8/10       | 5/10    | 7.6/10 | 9.4/10 |
| OPM (UK) |            |         |        | 10/10  |
| OPM (US) |            |         |        | [ 28 ] |
| GameCritics.com |            |         |        | 9.0/10 |
| 통합 점수 |            |         |        |        |
| 게임랭킹스 | 81.11%     | 63.71%  | 74.15% | 88.21% |
| 메타크리틱 | 79/100     | 62/100  | 71/100 |        |

## 참조

### 내용주
1. ↑  バイオハザード3 LAST ESCAPE